# Диего (принц Астурийский)
Диего Феликс Австрийский, принц Астурийский и Португальский (15 августа 1575 — 21 ноября 1582) — четвёртый сын короля Испании Филиппа II и третий сын от брака с четвёртой женой Анной Австрийской.

## Биография
На момент рождения Диего его старший брат, принц Фердинанд, всё ещё оставался наследником престола. После смерти Фердинанда в 1578 году Диего стал наследником. У Диего также был ещё один старший брат, Карлос Лоренцо, который умер во младенчестве. Его мать, узнав о смерти Карлоса Лоренцо, испытала такой шок от известия о смерти маленького сына, что у неё начались преждевременные роды. Таким образом, Диего был рождён раньше срока.
1 марта 1580 года Диего был официально объявлен принцем Астурийским. Поэт Кристобаль де Вируэс посвятил сонет маленькому принцу, в котором он предложил Диего следовать наказам своего отца.
В 1580 году его отец стал королем Португалии, что сделало Диего наследником одновременно испанского и португальского престола. Его мать Анна умерла во время поездки в их новое королевство. Диего и его братья и сестры остались в Мадриде под опекой старших сестёр, Изабеллы Клары Евгении и Каталины Микаэлы. Письма Филиппа II ясно показывают, что он чрезвычайно гордился Диего: он писал, что к пяти годам его сын уже выучил алфавит и умел танцевать. В письме от 1582 года король написал письмо индийскому вице-королю Франсиско де Маскаренхасу, в котором приказал привести принцу Астурийскому слона в качестве подарка. Филипп II учил своего сына португальскому языку, чтобы однажды Диего как король мог говорить со своими португальскими подданными на их родном языке. Кроме того, Филипп II планировал обручить Диего с одной из дочерей Жуана, герцога Браганса и Екатерины Португальской.
Однако Диего так никогда и не стал королем. В конце 1582 года он заболел оспой и умер в возрасте 7 лет. После его смерти Филипп II был безутешен, поскольку единственным наследником престола оставался маленький и болезненный инфант Филипп, ставший новым принцем Астурийским. Король приказал, чтобы в храме Богоматери в Сарагосе продолжались постоянные молитвы за здоровье оставшихся королевских детей.
Младший брат Диего стал королем Филиппом III после смерти отца в 1598 году.